# Mustafa Hilmi Pacha

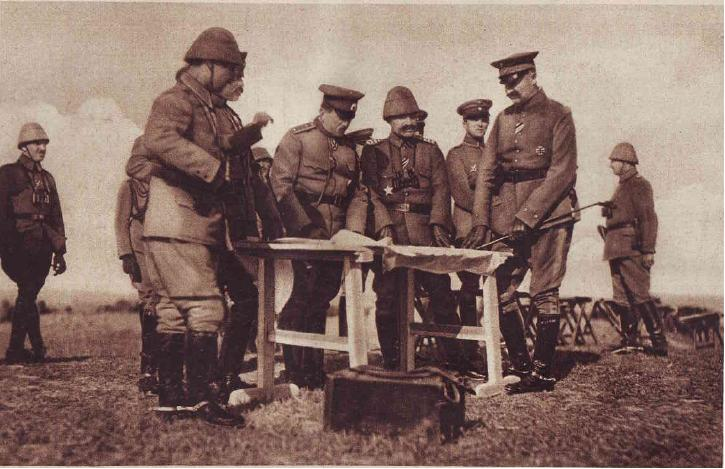
Mustafa Hilmi Pacha et le général bulgare Stefan Toshev sur le front de Dobroudja en 1916

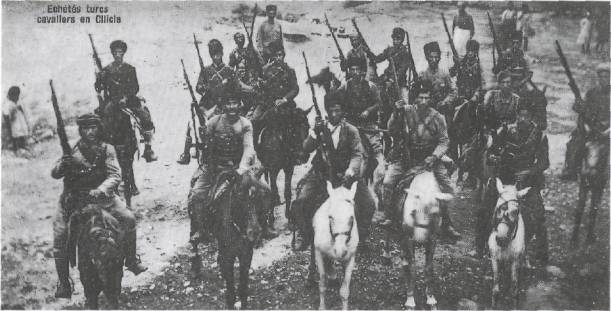
Combattants nationalistes turcs pendant la campagne de Cilicie, 1919

Mustafa Hilmi Pacha ou Hilmi Pacha, né en 1849 à Constantinople, mort en 1922 dans la même ville devenue Istanbul, est un militaire de l'Empire ottoman. Il a combattu pendant la Première Guerre mondiale en Orient puis dans la guerre d'indépendance turque. Pacha est un titre de fonction. 
Fils du grand vizir Ibrahim Sarim Pacha (en), Mustafa Hilmi participe à la modernisation de l'Armée ottomane au début du XXe siècle. Pendant la Première Guerre mondiale, il commande le VIe corps d'armée rattaché à la 2e armée ottomane en Thrace orientale (vilayet d'Andrinople). 
En septembre 1916, il commande le VIe corps envoyé en renfort de l'armée bulgare sur le front roumain en Dobroudja. Au début de 1917, il cède le commandement du VIe corps au colonel Kâzim Bey. Ce corps reste en Roumanie dans la Première Guerre mondiale jusqu'en février 1918.
Au début de 1918, Mustafa Hilmi reprend le commandement du VIe corps, reconstitué en Anatolie et envoyé sur le front du Caucase.
Pendant la guerre d'indépendance turque, Mustafa Hilmi combat les forces françaises en Syrie mandataire, dans la région d'Alep disputée entre Français et Turcs.
Il meurt en 1922 à Istanbul.